# Forêt ancienne de la Rivière-de-Mont-Louis
La forêt ancienne de la Rivière-de-Mont-Louis est un écosystème forestier exceptionnel située à Mont-Albert. Cette aire protégée de 174 hectares protège une cédrière à sapin âgée d'au moins 290 ans. Certains arbres auraient plus de 600 ans, ce qui en ferait l'une des forêts les plus anciennes du Québec.

## Toponymie
Le nom de la forêt ancienne provient de la rivière de Mont-Louis, qui coule à proximité. Quant à la rivière, elle prend son nom du village de Mont-Louis, qui reprend lui-même son nom de la seigneurie de Mont-Louis, qui honore le roi Louis XIV, qui régnait quand la seigneurie a été concédée à Nicolas Bourlet en 1702,.

## Géographie
La forêt ancienne de la Rivière-de-Mont-Louis est située dans la réserve faunique des Chic-Chocs, à 17 km à l'ouest de Murdochville. Elle est composée de 6 parcelles distinctes ayant une superficie totale de 174 ha.
Le paysage est composé de monts aux sommets arrondis. La forêt est située sur des versants en pente faible dont l'altitude varie entre 400 et 500 m. Les parcelles localisées dans les petites dépressions offrant des conditions subhydriques ou hydriques. Le sol est composé de till, d'altérite, de colluvions et de matériaux organiques.

## Flore
La forêt ancienne est une forêt inéquienne comprenant des arbres sénescents, des chicots et des débris forestiers atteignant la taille des plus gros arbres. L'arbre dominant est le thuya occidental. L'âge des thuyas dépasse au moins 290 ans. Certains arbres dépassent l'âge de 600 ans et ont un tronc d'un diamètre de près de 90 cm. Elle ferait partie des plus vieilles forêts au Québec. Les thuyas sont toujours accompagnés de sapin baumier, bien que les plus vieux sapins ont été endommagés en grande partie par la tordeuse des bourgeons de l'épinette. On y retrouve aussi l'épinette blanche et l'épinette noire, les deux dernières espèces étant associées aux sols organiques. Dans cette forêt l'épinette noire peut dépasser 270 ans et l'épinette blanche peut atteindre 325 ans. Les arbres peuvent atteindre une hauteur de 15 à 19 m. On y rencontre aussi de nombreuses trouées dont la superficie varie entre 100 et 600 m2.
Le sous-bois est composé de ronces pubescentes, de gymnocarpe fougère-du-chêne, de phégoptère du hêtre, de mitrelle nue, de quatre-temps, d'oxalides de montagne, d'aralie à tige nue et de trientales boréales. Les mousses dominantes sont Hylocomium splendens où se sol est minéral et la sphaigne Pleurozium schreberi où le sol est organique.